# 和泉忍
和泉 忍（いずみ しのぶ、本名：伊藤 葉子（いとう ようこ）、1月10日 - ）は、日本の女性声優。岩手県出身。アイ・タクト所属。

## 来歴
オフィスCHK（2018年7月10日退所）、フリーを経てウィングウェーヴ準所属。2023年12月31日をもってウィングウェーヴの退所を自身のSNSにて発表。

## 人物
1969生まれで長野県出身の女優・伊藤葉子は別人。旧芸名は伊藤 葉純 （いとう はすみ）。2018年7月に和泉 忍に改名。
趣味は寺巡り、乗馬、読書、映画鑑賞、音楽鑑賞。資格は調理師免許、秘書検3級。方言は東北弁。

## 出演

### テレビアニメ
- 東京マグニチュード8.0（2009年、看護師）
- 薄桜鬼 シリーズ（2010年 - 2016年、南雲薫）- 3シリーズ
- Fate/Zero（2011年、遠坂葵）- 2シリーズ
- ジョジョの奇妙な冒険（2012年、母親）

### OVA
- 薄桜鬼 雪華録（2011年、南雲薫）

### 劇場アニメ
- 劇場版 薄桜鬼 第一章 京都乱舞（2013年、南雲薫）
- 劇場版 薄桜鬼 第二章 士魂蒼穹（2014年、南雲薫）

### ゲーム
2007年
- どきどき魔女神判!（聖夜イブ、聖夜ノエル）
- 悠久ノ桜（桜花）
- 魔女っ娘ア・ラ・モードII 〜魔法と剣のストラグル〜（アイビス・レンティル）

2008年
- キミの勇者（アロマ、セラ）
- 13歳のハローワークDS（加藤大地〈少年〉）
- どきどき魔女神判2（友里かもめ）
- 薄桜鬼 〜新選組奇譚〜（南雲薫）

2009年
- どき魔女ぷらす（聖夜イブ、聖夜ノエル）
- 萌え萌え2次大戦（略）2 chu〜♪（スターリナ）

2010年
- アガレスト戦記2（クロエ、レティシア）
- 薄桜鬼 巡想録（南雲薫）
- 薄桜鬼 遊戯録（南雲薫）

2011年
- 三極姫〜三国乱世・覇天の采配〜（張遼文遠、孫策伯符）

2012年
- 三極姫〜戦煌の大火・暁の覇龍〜（張遼文遠、孫策伯符）
- 出撃!! 乙女たちの戦場2 〜憂国を翔ける皇女のツバサ〜（エステル）
- 戦極姫3〜天下を切り裂く光と影〜※PSP版（三好長逸、木下昌直）
- 薄桜鬼 幕末無双録（南雲薫）
- 薄桜鬼 遊戯録弐 祭囃子と隊士達（南雲薫）
- トワイライトシンドローム（ななぱち）（鳴滝レイコ）
- トワイライトシンドローム2（ななぱち）（鳴滝レイコ）
- とびたて!超時空トラぶる花札大作戦（遠坂葵）

2013年
- 三極姫2〜皇旗咆哮・覚醒めし大牙〜（張遼文遠、孫策伯符）
- 三極姫2〜天下覇統・獅志の継承者〜（張遼文遠、孫策伯符）
- 薄桜鬼 鏡花録（南雲薫）

2014年
- サウザンドメモリーズ（越界の異邦者エリカ、仮面暗殺士エイク、紅双の暗殺士エイク、変革の巫女ユノ、蛮銊の猫娘エイミー、赤眼の異邦神官モニーク）
- 薄桜鬼SSL 〜sweet school life〜（南雲薫）

2015年
- 幻想戦姫（カーリー、百花仙子、渾沌、玄武、イザナミ）
- 薄桜鬼 真改 風ノ章（南雲薫）
- 薄桜鬼 随想録 面影花（南雲薫）
- ひめがみ絵巻（狂艶 カーリー）

2016年
- 薄桜鬼 真改 華ノ章（南雲薫）

2017年
- 蝶々事件ラブソディック（神藤理智〈幼少期〉）

### ドラマCD
- どきどき魔女神判2〜魔女とアクジ、かれ〜なる？大作戦。そして伝説へ〜（2008年、友里かもめ）
- Fate/Zero（遠坂葵）

### BLCD
- 鬼絆〜この陰りある哭のままに〜（幼い頃の耶紗人）
- 新宿Guardian 2nd mission（女学生B）
- 新宿Guardian 3rd mission（りさ）
- 聖陵最恐物語（酒井望）
- 眼鏡Cafe
- Love mode5（看護婦、ラーメン店の女）

### 吹き替え

#### 映画
- アックス・ジャイアント（ローザ）
- アフロサッカー
- 殺人魚獣 ヘビッシュ（ケリー、ルシール）
- マッハ! 参
- モーツァルトとクジラ

#### ドラマ
- デビアスなメイドたち（グロリア）
- Dr.HOUSE
  - シーズン4（ジェーン）
  - シーズン6（マイケル）
  - シーズン7（マリサ、ニカ）
- プリティー・リトル・ライアーズ（ジモン）
- 精武飛鴻 Men＆Legends メン アンド レジェンド（男子生徒）
- ライブラリアンズ（カサンドラ）

#### アニメ
- マイリトルポニー〜トモダチは魔法〜（レインボーダッシュ、シルバースプーン）
  - マイリトルポニー〜虹の終わりの町〜（レインボーダッシュ）
- マイリトルポニー: 新しい世界（レインボーダッシュ）

### ボイスオーバー
- ディンゴ（アリアン）
- ナショナルジオグラフィック
  - ジョニー&リチャード
  - ハンター・ハンテッド

### ラジオ
- studio TeaParty（第64回、第65回）

### ボイスコミック
- 電脳怪奇ダン譚サイバーワン ボイスコミック

### CM
- 穴吹工務店
- ENEOSでんき
- 群馬中小企業家同好会
- JA前橋市
- 高崎ホルモン
- 日産ジャパンネットワーク
- パチンコ安田屋
- 前橋南部運送

### CMソング
- ぐんま信用金庫（2008年）

### イベント
- どき魔女!フェスタ DayLight&moonLight
- どきどき魔女神判2 オリジナルサウンドトラック発売記念イベント 天桜守学園どきどき夏期講習